# Piotr Cieśliński (polityk)
Piotr Cieśliński (ur. 8 sierpnia 1978 w Olsztynie) – polski polityk i samorządowiec, poseł na Sejm VI, VII i VIII kadencji (2009–2019).

## Życiorys
Jest synem Zdzisława i Wiesławy. Uzyskał tytuł zawodowy magistra na Wydziale Nauk Ekonomicznych i Zarządzania Uniwersytetu Mikołaja Kopernika w Toruniu. Z zawodu jest menedżerem. Był dyrektorem lidzbarskiego oddziału Marketów Budowlanych „Jasam” w Olsztynie.
W 2002 wstąpił do Platformy Obywatelskiej. Od 2006 sprawował mandat radnego powiatu lidzbarskiego, w wyborach samorządowych uzyskał 173 głosy. W wyborach parlamentarnych w 2007 kandydował na posła z elbląskiej listy Platformy Obywatelskiej, uzyskując 4687 głosów i nie zdobywając mandatu. W Sejmie VI kadencji zasiadł jednak w czerwcu 2009 w miejsce wybranego do Parlamentu Europejskiego Krzysztofa Liska. Został członkiem Komisji Gospodarki oraz Komisji Innowacyjności i Nowoczesnych Technologii. W wyborach w 2011 z powodzeniem ubiegał się o reelekcję, otrzymując 15 547 głosów. Wszedł w skład tych samych komisji sejmowych jak w poprzedniej kadencji.
W 2015 został ponownie wybrany do Sejmu, zdobywając 7774 głosy. W Sejmie VIII kadencji został członkiem Komisji Cyfryzacji, Innowacyjności i Nowoczesnych Technologii oraz Komisji do Spraw Unii Europejskiej, pracował też w Komisji Gospodarki i Rozwoju (2016). W wyborach w 2019 nie uzyskał poselskiej reelekcji.

## Wyniki w wyborach ogólnopolskich
| Wybory | Komitet wyborczy   | Komitet wyborczy      | Organ            | Okręg | Wynik        |
| ------ | ------------------ | --------------------- | ---------------- | ----- | ------------ |
| 2007   |                    | Platforma Obywatelska | Sejm VI kadencji | nr 34 | 4687 (2,03%) |
| 2011   | Sejm VII kadencji  | Platforma Obywatelska | 15 547 (7,95%)   | nr 34 |              |
| 2015   | Sejm VIII kadencji | Platforma Obywatelska | 7774 (3,88%)     | nr 34 |              |
| 2019   |                    | Koalicja Obywatelska  | Sejm IX kadencji | nr 34 | 7862 (3,13%) |